# Ancistrosyllis falcata
Ancistrosyllis falcata är en ringmaskart som först beskrevs av Francis Day 1957.  Ancistrosyllis falcata ingår i släktet Ancistrosyllis och familjen Pilargidae. Inga underarter finns listade i Catalogue of Life.